# 1332 Marconia
1332 Marconia је астероид главног астероидног појаса са пречником од приближно 44,10 .
Афел астероида је на удаљености од 3,453 астрономских јединица (АЈ) од Сунца, а перихел на 2,680 АЈ.
Ексцентрицитет орбите износи 0,125, инклинација (нагиб) орбите у односу на раван еклиптике 2,455 степени, а орбитални период износи 1961,648 дана (5,370 година).
Апсолутна магнитуда астероида је 10,20 а геометријски албедо 0,075.
Астероид је откривен 9. јануара 1934. године.